# Рингілешть-Дял
Рингілешть-Дял, Рингілешті-Дял (рум. Rânghilești-Deal) — село у повіті Ботошані в Румунії. Входить до складу комуни Санта-Маре.
Село розташоване на відстані 369 км на північ від Бухареста, 45 км на схід від Ботошань, 61 км на північний захід від Ясс.

## Населення
За даними перепису населення 2002 року у селі проживали 268 осіб, усі — румуни. Усі жителі села рідною мовою назвали румунську.